# Paradÿsso
Paradÿsso ist das 4. Studioalbum der spanischen Metalband Sôber, das unter dem Label Muxxic am 17. März 2003 veröffentlicht wurde. Dieses Album gilt als eine der besten Alben der spanischen Rockszene und wurde 80.000 mal in Spanien verkauft, womit das Album den Goldstatus erreichte. Aufgenommen wurde das Album in den Cube Studios. Das Album erreichte den 47. Platz der spanischen Verkaufscharts, die Single Sin Me Marcho sogar den 2. Platz.

## Inhalt
Paradÿsso soll das zerstörte Paradies musikalisch darstellen, das von Enttäuschungen geprägt ist. In dem Album geht es um Verstrickungen mit einer Generation, die sich nicht durch Modeströmungen beirren lässt. Es ist das intimste Album der Band, welches die Hörer in die Welt der Verlierer und in die Tristesse einer kranken Welt eintauchen lässt. Die Hörer gleiten durch die melancholischen Texte des Sängers Carlos Escobedo von Liebe zu Hass und von hell zu dunkel.

## Videos
Zu allen Songs wurden Musikvideos gedreht und waren einige Zeit in der spanischen Musiksendung Heavy Rotation zu sehen. Die Songs wurden auch auf ihrer ersten Deutschland-Tour gesungen.

## Verkauf
Das Album wird weltweit auf Amazon verkauft. Allein in Spanien waren es 80.000 Platten.

## Titelliste
1. Arrepentido
2. Lejos
3. Diez Años
4. Cápsula
5. Eternidad
6. Hemoglobina
7. No Perdones
8. Mis Cenizas
9. Animal
10. Reencuentro
11. Paradysso

## Kritiken
- „…Sollte man in Deutschland weiterhin mit Desinteresse auf spanische Rockmusik reagieren, so ist es die Schuld von Sôber nicht: Ihr viertes und selbstproduziertes Album Paradysso ist muskulös, dicht und melodisch genug, um im internationalen Vergleich zu bestehen…“ – 1. Juni 2003: Musikexpress (Christoph Lindemann, Musikexpress)

- „…Paradysso rockt richtig fett, was nicht zuletzt auch dem Mix von Altmeister Ed Stasium zu verdanken sein dürfte, und der Sound steht amerikanischen Produktionen in keiner Weise nach. Anspieltips sind fast überflüssig, da die Qualität durch das ganze Album nicht abfällt, aber Diez Años ist sicher ein guter Startpunkt…“ – 1. Juni 2003: Rock it! (Christoph Pöschl, Rock it!)